# Jívová
Jívová es una localidad del distrito de Olomouc en la región de Olomouc, República Checa, con una población estimada a principio del año 2018 de 586 habitantes. 
Se encuentra ubicada en el centro de la región, sobre la parte oriental de los montes Sudetes, a poca distancia de la orilla del río Morava —un afluente izquierdo del Danubio— y de la frontera con la región de Moravia-Silesia.